# Сан Леонардо (Бари)
Сан Леонардо (итал. San Leonardo) је насеље у Италији у округу Бари, региону Апулија.
Према процени из 2011. у насељу је живело 20 становника. Насеље се налази на надморској висини од 408 м.